# Maota (sockenhuvudort i Kina, Hubei Sheng, lat 32,52, long 110,82)
Maota (kinesiska: 茅塔, 茅塔乡) är en sockenhuvudort i Kina. Den ligger i provinsen Hubei, i den centrala delen av landet, omkring 390 kilometer nordväst om provinshuvudstaden Wuhan. Antalet invånare är 3 874. Befolkningen består av 1 815 kvinnor och 2 059 män. Barn under 15 år utgör 12,0 %, vuxna 15-64 år 74 %, och äldre över 65 år 12,0 %.
Runt Maota är det ganska tätbefolkat, med 160 invånare per kvadratkilometer. Närmaste större samhälle är Shiyan, 14,7 km norr om Maota. I omgivningarna runt Maota växer i huvudsak blandskog.
Genomsnittlig årsnederbörd är 1 045 millimeter. Den regnigaste månaden är augusti, med i genomsnitt 198 mm nederbörd, och den torraste är december, med 8 mm nederbörd.